# Jacobus Houbraken
Jacobus Houbraken (Dordrecht, 1698 – Amsterdam, 1780) è stato un incisore olandese.
Figlio del pittore Arnold Houbraken ne apprese l'arte incisoria incidendone i disegni. Si dedicò prevalentemente ai ritratti.